# Telecadena 7 y 4
Telecadena 7 y 4 es un canal de televisión abierta hondureño, propiedad de la Corporación Televicentro. Su nombre se debe a las dos frecuencias que el canal ocupa para transmitir al nivel nacional, el canal 7 VHF de Tegucigalpa y el canal 4 VHF de San Pedro Sula.
Su programación es de índole generalista, con programas para un público familiar en las mañanas y en las tardes.

## Historia
Telecadena 7 y 4 fue lanzado el 29 de julio de 1985 por Rafael Ferrari. El 1 de febrero de 1988 fue lanzado el noticiero Abriendo brecha a las 5:30 p.m., dirigido y presentado por Rodrigo Wong Arévalo.
Desde la década del 2000, Telecadena 7 y 4 transmitía el bloque de telenovelas La telenovela del recuerdo, inspirado en el bloque Vale a pena ver de novo de Rede Globo. El 1 de diciembre de 2014, el bloque fue cancelado para estrenar nuevos programas.
Entre otros programas de entretenimiento, Telecadena 7 y 4 emite Los del Cuarto, un night show transmitido los domingos de 8:00 a 9:30 p.m. con un gran conductor: Elmer Valladares. Este programa dejó de emitirse en 2020 y se trasladó a Canal 5. Archivado el 16 de agosto de 2019 en Wayback Machine.

## Programación actual
- Abriendo brecha
- El gordo y la flaca
- Mujer
- A.mar
- Otra señorita Oh
- El ídolo celestial
- Abismo de pasión
- Magazine NBA
- Cine de la Tarde
- Frente a Frente (Canal 5)
- Las Mañanas del Cinco (Canal 5)
- Al Banquillo (TSi)
- El Hilo (Canal 5)
- Sábado Feliz (Canal 5)
- Los del Cuarto (Canal 5)
- Con Todo (Canal 5)
- El Macaneo TV (TSi)